# Journal of Shoulder and Elbow Surgery
Das Journal of Shoulder and Elbow Surgery, abgekürzt J. Shoulder Elbow Surg., ist eine wissenschaftliche Fachzeitschrift, die vom Elsevier-Verlag im Auftrag von acht Fachgesellschaften veröffentlicht wird. Die Zeitschrift erscheint mit sechs Ausgaben im Jahr. Es werden Arbeiten veröffentlicht, die sich mit der chirurgischen Behandlung von Erkrankungen des Schultergürtels, Arms und Ellbogens beschäftigen.
Der Impact Factor lag im Jahr 2014 bei 2,289. Nach der Statistik des ISI Web of Knowledge wird das Journal mit diesem Impact Factor in der Kategorie Chirurgie an 60. Stelle von 198 Zeitschriften, in der Kategorie Orthopädie an 18. Stelle von 72 Zeitschriften und in der Kategorie Sportwissenschaften an 17. Stelle von 81 Zeitschriften geführt.